# Lê Thanh Bình (cầu thủ bóng đá)
Lê Thanh Bình (sinh ngày 8 tháng 8 năm 1995) là một cầu thủ bóng đá chuyên nghiệp người Việt Nam hiện đang chơi ở vị trí tiền đạo cho câu lạc bộ Đông Á Thanh Hóa.

## Sự nghiệp
Ngày 10 tháng 8 năm 2014, Lê Thanh Bình có lần ra sân đầu tiên tại V-League trong trận đấu gặp Hà Nội T&T trên sân vận động Hàng Đẫy. Anh là tác giả của bàn thắng rút ngắn tỷ số 2–3 ở phút thứ 56 nhưng chung cuộc Thanh Hóa vẫn thua đội chủ nhà với tỷ số 2–5. Sau đó, Thanh Hoá trải qua nhiều triều đại HLV khác nhau nhưng Thanh Bình vẫn chủ yếu đóng vai trò dự bị.
Tháng 7 năm 2020, Thanh Bình chuyển sang khoác áo Bình Định ở giai đoạn 2 của giải hạng nhất Quốc gia 2020 theo dạng cho mượn. Với 6 bàn thắng ghi được, anh đã góp công rất lớn giúp đội bóng đất võ thăng hạng vào cuối mùa.
Ngày 7 tháng 8 năm 2022, Thanh Bình được Topenland Bình Định cho Khánh Hòa mượn, thi đấu tại  giai đoạn 2 giải Hạng nhất quốc gia 2022. Anh trở thành tiền đạo chủ lực của đội bóng khi ghi được 9 bàn thắng, là cầu thủ xuất sắc nhất giải và giúp đội thăng hạng V.League 2023. Sau đó, anh được trả về Topenland Bình Định. Thanh Bình nói lời chia tay đội bóng và trở về quê hương khoác áo Đông Á Thanh Hóa ở mùa giải 2023 vào ngày 1 tháng 12 năm 2022.

## Bàn thắng quốc tế
| #  | Ngày                | Địa điểm                                                 | Đối thủ  | Bàn thắng | Kết quả | Giải đấu                                        |
| -- | ------------------- | -------------------------------------------------------- | -------- | --------- | ------- | ----------------------------------------------- |
| 1. | 29 tháng 5 năm 2015 | Sân vận động Bishan, Bishan, Singapore                   | Brunei   | 1–0       | 6–0     | SEA Games 2015                                  |
| 2. | 10 tháng 6 năm 2015 | Sân vận động Bishan, Bishan, Singapore                   | Thái Lan | 1–3       | 1–3     | SEA Games 2015                                  |
| 3. | 31 tháng 3 năm 2015 | Sân vận động Shah Alam, Shah Alam, Malaysia              | Ma Cao   | 2–0       | 7–0     | Vòng loại giải vô địch bóng đá U-23 châu Á 2016 |
| 4. | 31 tháng 3 năm 2015 | Sân vận động Shah Alam, Shah Alam, Malaysia              | Ma Cao   | 3–0       | 7–0     | Vòng loại giải vô địch bóng đá U-23 châu Á 2016 |
| 5. | 31 tháng 3 năm 2015 | Sân vận động Shah Alam, Shah Alam, Malaysia              | Ma Cao   | 5–0       | 7–0     | Vòng loại giải vô địch bóng đá U-23 châu Á 2016 |
| 6. | 21 tháng 7 năm 2017 | Sân vận động Thống Nhất, Thành phố Hồ Chí Minh, Việt Nam | Ma Cao   | 1–0       | 8–1     | Vòng loại giải vô địch bóng đá U-23 châu Á 2018 |
| 7. | 21 tháng 7 năm 2017 | Sân vận động Thống Nhất, Thành phố Hồ Chí Minh, Việt Nam | Ma Cao   | 4–0       | 8–1     | Vòng loại giải vô địch bóng đá U-23 châu Á 2018 |

## Thành tích

### Câu lạc bộ
Topenland Bình Định
- Hạng Nhất Quốc gia:

 Vô địch: 2020
Thanh Hoá
- Cúp Quốc gia:

 Vô địch: 2023

### Đội tuyển
U-23 Việt Nam
- Đại hội Thể thao Đông Nam Á:

 Hạng 3: 2015

### Cá nhân
- Cầu thủ xuất sắc nhất Hạng Nhất Quốc gia: 2022